# Liste der uruguayischen Botschafter in Deutschland
Die Kanzleien der Botschafter befanden sich in privaten Wohnungen der uruguayischen Gesandten:
- 1898: Kronprinzenufer 25
- danach im Hotel Esplanade am Pariser Platz
- danach in der Victoriastraße
- danach in der Tiergartenstraße 4 a
- danach in der Prinzregentenstraße 79
- danach in der Bregenzer Straße 4
- ab 1962: Zitelmannstraße 5, Bonn-Bad Godesberg
- ab 1970: Heerstraße 16, Bonn-Bad Godesberg
- ab 2002: Gotenstraße 1–3, Bonn
- Seit 2003 in der Budapester Straße 39, Berlin, im „Eden-Haus“.

| Ernannt / Akkreditiert | Botschafter                          | Bemerkungen | Präsident von Uruguay    | Regierung von Deutschland | Posten verlassen |
| ---------------------- | ------------------------------------ | --- | ------------------------ | ------------------------- | ---------------- |
| 1887                   | Aufnahme diplomatischer Beziehungen. | | Máximo Tajes             | Wilhelm I.                |                  |
| 1888                   | Jakob Wilhelm Staudt                 | Konsul (* 5. Dezember 1852 in Hellenthal; † 1. April 1906 in Berlin) Bankier, Großkaufmann | Máximo Tajes             | Friedrich III.            |                  |
| 1895                   | Luis Garabelli                       | Geschäftsträger | Juan Idiarte Borda       | Wilhelm II.               |                  |
| 1896                   | Luis Garabelli                       | | Juan Idiarte Borda       | Wilhelm II.               | 1912             |
| 1912                   | Antonio Bachini                      | (* 1860 in Dolores (Uruguay); † 11. September 1932 in Montevideo) Minister für Außenbeziehungen vom 2. Dezember 1907 bis 28. Oktober 1910.                                                                                               | José Batlle y Ordóñez    | Wilhelm II.               | 11. Okt. 1917    |
| 11. Okt. 1917          |                                      | Schutzmacht Schweiz | Feliciano Viera          | Wilhelm II.               |                  |
| 1920                   | Federico Susviela Guarch             | (* 1851; † 1928) erster uruguayischer Pathologe | Baltasar Brum            | Kabinett Bauer            | 1925             |
| 1925                   | Antonio Bianchi                      | (* 1860; † 1932) | José Serrato             | Hans Luther               | 1927             |
| 1927                   | Pedro Cosio                          | | Juan Campisteguy         | Wilhelm Marx              | 1932             |
| 17. März 1933          | Enrique Buero                        | | Gabriel Terra            | Kabinett Hitler           | 12. Sep. 1934    |
| 12. Sep. 1934          | Virgilio Sampognaro                  | (* 1872; † 2. November 1945 in Madrid) auch Botschafter in Rom und bis 1945 in Madrid | Gabriel Terra            | Kabinett Hitler           | 28. Jan. 1942    |
| 1938                   | Eugenio Martinez Thédy               | | Alfredo Baldomir         | Kabinett Hitler           |                  |
| 28. Jan. 1942          |                                      | Unterbrechung der diplomatischen Beziehungen | Alfredo Baldomir         | 1950                      |                  |
| 1950                   | Carlos Alberto Clulow                | | Luis Batlle Berres       | Kabinett Adenauer I       | 1960             |
| 19. Feb. 1960          | Julio Lacarte Muró                   | (* 29. März 1918 in Montevideo) 1938: Kanzler am Generalkonsul in London 12. Dezember 1989: Uruguays GATT-Delegierter | Benito Nardone           | Kabinett Adenauer III     | 25. Juli 1967    |
| 25. Juli 1967          | Marcos Brondi                        | ( † 1968) 1964: I.A.E.A. und in Prag | Óscar Diego Gestido      | Kabinett Kiesinger        | 11. Juni 1968    |
| Sep. 1969              | Aldo L. Ciasullo                     | (* 1911 in Montevideo) Rechtsanwalt, Schriftsteller und Professor aus Uruguay. Studentenführer im C.B.D., Universitätsausbildung in Uruguay (1930–1932 ) militanter Politiker, seit 1930 in den Reihen der Colorado-Partei „Batllismus“. | Jorge Pacheco Areco      | Kabinett Kiesinger        | 1973             |
| 1980                   | Aureliano Aguirre Larreta            | [ 2 ] | Aparicio Méndez          | Kabinett Schmidt II       | 1981             |
| Sep. 1991              | Pedro Vidal Salaberry                | 2002–2004: Botschafter in Prag | Luis Alberto Lacalle     | Kabinett Kohl IV          | 1995             |
| 2000                   | Juan Jose Real Perrera               | | Jorge Batlle Ibáñez      | Kabinett Schröder I       | 2002             |
| 2007                   | Zulma Guelman-Radtke                 | | Tabaré Vázquez           | Kabinett Merkel I         | 2010             |
| 11. Juli 2012          | Alberto Guani Amarilla               | | José Mujica              | Kabinett Merkel II        | 2017             |
| 16. Okt. 2017          | Gabriel Eduardo Bellon Marrapodi     | | Tabaré Vázquez Rosas     | Kabinett Merkel III       | 2023             |
| 16. Mai 2023           | Fernando Miguel Lopez Fabregat       | | Luis Alberto Lacalle Pou | Kabinett Scholz           |                  |